# يو إف سي 83
يو إف سي 83: سيرا ضد سانت بيير 2 (بالإنجليزية: UFC 83: Serra vs. St-Pierre 2) هو حدث لفنون القتال المختلطة نظمته يو إف سي، أُقيم في 19 أبريل 2008، على بيل سنتر في مونتريال، كيبك، كندا.